# Зіґфрід Голд
Зіґфрід Голд (нім. Siegfried Hold) (1931–2003) — німецький кінооператор. Протягом 1960-х років він зняв низку європейських вестернів і пригодницьких фільмів, часто копродукції Західної Німеччини та інших країн. Він був братом актриси Маріанни Голд. Вони народилися у Східній Пруссії, але наприкінці Другої світової війни втекли від наступаючих радянських військ і оселилися в Інсбруку.

## Вибрана фільмографія
- - The Stolen Trousers[en] (1956)
  - Robert and Bertram[en] (1961)
  - The Happy Years of the Thorwalds[en] (1962)
  - Wild Water[en] (1962)
  - Café Oriental[en] (1962)
  - The Curse of the Yellow Snake[en] (1963)
  - Old Shatterhand[en] (1964)
  - Freddy in the Wild West[en] (1964)
  - The Monster of London City[en] (1964)
  - Legacy of the Incas[en] (1965)
  - Call of the Forest[en] (1965)
  - The Treasure of the Aztecs[en] (1965)
  - The Pyramid of the Sun God[en] (1965)
  - Killer's Carnival[en] (1966)
  - The Sweet Sins of Sexy Susan[en] (1967)
  - Spy Today, Die Tomorrow[en] (1967)
  - Target for Killing[en] (1969)
  - The Countess Died of Laughter[en] (1973)

## Зовнішні посилання
- Зіґфрід Голд на сайті IMDb (англ.)